# Шурканов, Василий Егорович
Васи́лий Его́рович Шурканов (1876 — после 1917) — член III Государственной думы от Харьковской губернии, член РСДРП, бывший секретным сотрудником Охранного отделения.

## Биография
Крестьянин села Андреевского Дмитровского уезда Московской губернии.
Окончил начальную школу и с 15 лет работал на фабриках и заводах. До избрания в Думу служил рабочим-металлистом на Харьковском паровозостроительном заводе. Был членом РСДРП. По данным Департамента полиции, участвовал в десяти экспроприациях в Харькове.
В 1907 году был избран в члены III Государственной думы от Харьковской губернии съездом уполномоченных от рабочих. Входил в социал-демократическую фракцию, был членом комиссии по рабочему вопросу.
В 1912 году, по окончании депутатских полномочий, остался в Петербурге, работал на заводе «Новый Айваз». Был товарищем председателя Союза металлистов, членом Петроградского и Выборгского районных комитетов РСДРП. В 1913 году стал секретным сотрудником Петербургского охранного отделения с жалованьем 75 рублей в месяц (агентурная кличка «Лимонин»).
После Февральской революции Временное правительство опубликовало список провокаторов, в котором значился и Шурканов. Был арестован.
Дальнейшая судьба неизвестна.